# Campionat del món d'handbol femení de 1962
El Campionat del món d'handbol femení de 1962 fou la segona edició del Campionat del món d'handbol femení. Es va disputar a Romania entre el 7 i el 15 de juliol de 1962. La victòria fou per a la selecció de Hongria.

## Medallistes
| Or | Plata | Bronze |
| Romania Liliana Borcea · Ana Botan-Stark · Edeltraut Frantz · Iuliana Naco · Aurelia Szoke-Sălăgeanu · Constanţa Dumitraşcu · Antoaneta Oţelea-Vasile · Felicia Gheorghiţă · Irene Hector-Nagy · Cornelia Constantinescu · Aurora Leonte-Niculescu · Iosefina Ștefănescu-Ugron · Martina Constantinescu-Scheip · Elena Hedesiu · Victoria Dumitrescu · Ana Nemetz Entrenadors · Constantin Popescu · Niculae Nedeff | Dinamarca Agnes Østergaard · Anna Hansen · Anne-Marie Nielsen · Birgitte Cramer · Else Birkmose · Frida Jensen · Hanne Ladefoged · Helga Hansen · Henny Marstrand Nielsen · Inga Birch Jensen · Ingelise Birkekjær · Jytte Skøtt Mikkelsen · Kirsten Nilsson · Lise Kock · Toni Røseler Entrenadors · Jørgen Absalonsen | Txecoslovàquia Božena Adámková · Bohdana Beranová · Martina Broulíková · Magda Havelková · Jana Housková · Květa Janečková · Stanislava Kernerová · Anna Kosiková · Stanislava Kučerová · Marie Matějů · Blažena Matulová · Anna Risová · Marie Topičová · Milena Vecková · Jana Vrbová Entrenadors · ? |

## Equips participants
| Nombre | Mode de classificació     | Classificats                                              |
| ------ | ------------------------- | --------------------------------------------------------- |
| 1      | Organitzador              | Romania                                                   |
| 1      | Campionat del món de 1957 | Txecoslovàquia                                            |
| 5      | Classificats directes     | Dinamarca, Hongria, Polònia, · Unió Soviètica, Iugoslàvia |
| 1      | Torneig de classificació  | RFA supera Alemanya de l'Est 12 a 10                      |
| 1      | Àsia                      | Japó                                                      |
| 0      | Amèrica                   | -                                                         |
| 0      | Àfrica                    | -                                                         |

## Primera fase
Els dos primers de cada grup passen a disputar les posicions de l'1 al 6, mentre els altres disputaran les posicions del 7 al 9.

### Grup A
| Equip          | PJ | G | E | P | GF | GC | DG  | Pts |
| -------------- | -- | - | - | - | -- | -- | --- | --- |
| Txecoslovàquia | 2  | 1 | 1 | 0 | 23 | 12 | +11 | 3   |
| Unió Soviètica | 2  | 1 | 0 | 1 | 16 | 24 | –8  | 2   |
| RFA            | 2  | 0 | 1 | 1 | 15 | 18 | –3  | 1   |

| Unió Soviètica | 11–8 | RFA            |
| Txecoslovàquia | 7–7  | RFA            |
| Txecoslovàquia | 16–5 | Unió Soviètica |

### Grup B
| Equip     | PJ | G | E | P | GF | GC | DG  | Pts |
| --------- | -- | - | - | - | -- | -- | --- | --- |
| Dinamarca | 2  | 2 | 0 | 0 | 20 | 11 | +9  | 4   |
| Hongria   | 2  | 1 | 0 | 1 | 21 | 16 | +5  | 2   |
| Japó      | 2  | 0 | 0 | 2 | 15 | 29 | –14 | 0   |

| Hongria   | 17–8 | Japó    |
| Dinamarca | 8–4  | Hongria |
| Dinamarca | 12–7 | Japó    |

### Grup C
| Equip      | PJ | G | E | P | GF | GC | DG | Pts |
| ---------- | -- | - | - | - | -- | -- | -- | --- |
| Romania    | 2  | 1 | 1 | 0 | 12 | 7  | +5 | 3   |
| Iugoslàvia | 2  | 1 | 1 | 0 | 8  | 5  | +3 | 3   |
| Polònia    | 2  | 0 | 0 | 2 | 6  | 14 | –8 | 0   |

| Romania    | 9–4 | Polònia    |
| Iugoslàvia | 5–2 | Polònia    |
| Romania    | 3–3 | Iugoslàvia |

## Segona fase
|  | Equips que lluitaran per les posicions 1–2 |
|  | Equips que lluitaran per les posicions 3–4 |

### Grup I
| Equip          | PJ | G | E | P | GF | GC | DG | Pts |
| -------------- | -- | - | - | - | -- | -- | -- | --- |
| Romania        | 2  | 2 | 0 | 0 | 16 | 10 | +6 | 4   |
| Txecoslovàquia | 2  | 1 | 0 | 1 | 9  | 12 | –3 | 2   |
| Hongria        | 2  | 0 | 0 | 2 | 12 | 15 | –3 | 0   |

| Romania        | 9–7 | Hongria        |
| Txecoslovàquia | 6–5 | Hongria        |
| Romania        | 7–3 | Txecoslovàquia |

### Grup II
| Equip          | PJ | G | E | P | GF | GC | DG  | Pts |
| -------------- | -- | - | - | - | -- | -- | --- | --- |
| Dinamarca      | 2  | 2 | 0 | 0 | 17 | 9  | +8  | 4   |
| Iugoslàvia     | 2  | 1 | 0 | 1 | 15 | 12 | +3  | 2   |
| Unió Soviètica | 2  | 0 | 0 | 2 | 9  | 20 | –11 | 0   |

| Iugoslàvia | 10–5 | Unió Soviètica |
| Dinamarca  | 10–4 | Unió Soviètica |
| Dinamarca  | 7–5  | Iugoslàvia     |

## Classificacions finals

### Posicions 7 al 9
| Equip   | PJ | G | E | P | GF | GC | DG  | Pts |
| ------- | -- | - | - | - | -- | -- | --- | --- |
| Polònia | 2  | 2 | 0 | 0 | 21 | 14 | +7  | 4   |
| RFA     | 2  | 1 | 0 | 1 | 19 | 11 | +8  | 2   |
| Japó    | 2  | 0 | 0 | 2 | 16 | 31 | –15 | 0   |

| Polònia | 16–10 | Japó |
| RFA     | 15–6  | Japó |
| Polònia | 5–4   | RFA  |

### Posicions 5 al 6
- Hongria -  Unió Soviètica : 12-10

### Posicions 3 al 4
- Txecoslovàquia -  Iugoslàvia : 6-5

### Final
- Romania -  Dinamarca : 8-5

## Classificació final
| Pos. | Equip          |
| ---- | -------------- |
| 1    | Romania        |
| 2    | Dinamarca      |
| 3    | Txecoslovàquia |
| 4    | Iugoslàvia     |
| 5    | Hongria        |
| 6    | Unió Soviètica |
| 7    | Polònia        |
| 8    | RFA            |
| 9    | Japó           |